# Megarhyssa verae
Megarhyssa verae là một loài tò vò trong họ Ichneumonidae.